# Der Hofrat Geiger
Pour plus de détails, voir Fiche technique et Distribution.
Der Hofrat Geiger (titre français : Cœurs de Vienne) est un film autrichien réalisé par Hans Wolff sorti en 1948.
Il s'agit d'une adaptation de la pièce présentée en 1942 de Martin Costa (de), qui est aussi scénariste.

## Synopsis
Le Hofrat Geiger, qui mis à la retraite en tant que fonctionnaire du ministère en 1938 à cause de son opposition au nazisme, et son factotum Lechner vivent une vie très isolée. Afin de faciliter la vie du Hofrat en tant que retraité, Lechner le convainc que son successeur ne connaît pas bien le sujet et lui demande conseil. Pour cela, Lechner « emprunte » de vieux actes sur lesquels le Hofrat travaille. Par un de ces vieux documents, Geiger apprend qu'il a une fille avec Marianne Mühlhuber, qu'il a rencontrée à Spitz à l'été 1929.
À Spitz, Marianne Mühlhuber mène une existence misérable en tant que gouvernante de l'auberge délabrée "Blaue Gans", où le vieux Windischgruber l'a amenée avec son enfant illégitime pour la loger et la nourrir. Les invités restent à l'écart, la dette se fait pressante. Marianne est courtisée avec acharnement par Mathias Pfuller, bourgmestre, boucher et propriétaire du "Goldenen Ochsen". Sa fille, Mariandl, 17 ans, est follement amoureuse du domestique Hans. Le méprisant et pour empêcher sa fille de donner naissance à un enfant illégitime, la mère tente en vain d'arrêter cet amour.
Geiger vient à Spitz et est reçu froidement et avec dédain par Marianne. Il veut repartir, mais rencontre ensuite sa fille, qui ne le connaît pas, et décide de rester à Spitz.
Pendant ce temps, Pfuller informe Marianne qu'elle n'est pas autrichienne et lui recommande d'épouser un Autrichien afin d'obtenir la citoyenneté. Marianne se marie, mais pas avec Pfuller, mais avec Geiger, avec qui elle convient que leur mariage n'existerait que sur le papier. Pour retrouver son indépendance, elle se rend à Vienne pour demander la citoyenneté. À l'insu de Marianne, son dossier est traité par Geiger, qui assure que le processus prend plus d'un an, que Marianne passe à Vienne.
Marianne se rend à Spitz avec Geiger et voit une surprise après l'autre : le "Blaue Gans" est rénové, grouille d'invités, Mariandl et Hans se sont mariés et ont une fille, Mariandl, née après le mariage.
Marianne, d'abord en colère que Geiger ait mis en scène et financé tout cela dans son dos, apprend enfin la raison pour laquelle il a fait tout cela : parce qu'il l'aime.

## Fiche technique
- Titre : Der Hofrat Geiger
- Réalisation : Hans Wolff assisté de Hermann Leitner
- Scénario : Hans Wolff, Martin Costa (de)
- Musique : Hans Lang
- Direction artistique : Fritz Jüptner-Jonstorff
- Costumes : Helga Tramberger
- Photographie : Rudolf Icsey, Ladislaus Szemte
- Son : Walter Tjaden, Max Vernooij
- Montage : Hans Wolff
- Production : Willi Forst
- Société de production : Willi Forst-Film
- Société de distribution : Sascha Filmverleih
- Pays d'origine :  Autriche
- Langue : allemand
- Format : Noir et blanc - 1,37:1 - Mono - 35 mm
- Genre : Comédie
- Durée : 93 minutes
- Dates de sortie :
  - Autriche : 19 décembre 1947.
  - Allemagne : 19 décembre 1948.
  - France : 25 mai 1949[1].
  - Finlande : 5 octobre 1951.
  - Suède : 23 février 1952.
  - Danemark : 9 janvier 1956.
  - URSS : 1er octobre 1956.

## Distribution
- Paul Hörbiger : Franz Geiger
- Maria Andergast : Marianne Mühlhuber
- Waltraut Haas : Mariandl
- Hans Moser : Ferdinand Lechner
- Joseph Egger : le vieux Windischgruber
- Hermann Erhardt : Mathias Pfüller
- Louis Soldan (de) : Hans
- Eduard Loibner
- Carlo Böhm
- Helli Servi

## Production
La première de la pièce sur laquelle le film est basé a lieu à Prague en 1942 ; Franz Füssel est cité comme l'auteur, puisque Costa, d'origine juive, est interdit de travailler pendant le Troisième Reich. En mai 1945, la pièce est rejouée avec le vrai nom de l'auteur au Theater in der Josefstadt à Vienne. 
Le film est tourné en studio à Vienne-Schönbrunn et à Spitz.
En tant que l'un des premiers Heimatfilms après la Seconde Guerre mondiale, il attire l'attention sur la province en grande partie non détruite et contribue à la popularité de la Wachau.
Christl Mardayn est initialement destinée pour le rôle de Marianne Mühlhuber. Waltraut Haas est sélectionnée à l'instigation du réalisateur Hans Wolff et fut préférée notamment à Maria Schell, peu connue à l'époque. Ses honoraires furent de 1 500 shillings.
La chanson Mariandl est entonnée plusieurs fois dans le film par Maria Andergast et Hans Lang est un succès. Les paroles de cette chanson qui fait rimer « Wachauer Landl » et « Mariandl » sont de Kurt Nachmann.
Avec un nombre extraordinairement élevé d'entrées de 2 548 000 jusqu'au 30 avril 1951, Der Hofrat Geiger est le film de l'après-guerre qui fait le plus de bénéfices.
En 1961, Werner Jacobs réalise un remake du film intitulé Mariandl, avec Rudolf Prack dans le rôle de Hofrat Geiger, Waltraut Haas dans Marianne Mühlhuber, Cornelia Froboess dans Mariandl et Hans Moser dans Windischgruber, il fait l'objet d'une suite Mariandls Heimkehr en 1962 avec les mêmes acteurs principaux.
En 1996, il y a un autre remake pour la télévision sous le titre Hofrat Geiger en Autriche ou Alte Liebe – Neues Gluck en Allemagne de Peter Weck avec Peter Weck comme Hofrat Geiger et Christiane Hörbiger comme Marianne Mühlhuber.